# 簡公 (杞)
簡公（かんこう、生没年不詳）は、春秋時代の杞の最後の君主。姓は姒、名は春。出公の子。紀元前449年、出公が死去すると、後を嗣いで杞国の君主となった。紀元前445年、楚の攻撃を受けて、杞国は滅ぼされた。